# Hilda Ram
Hilda Ram, geboren als Mathilda Ramboux (Antwerpen, 31 oktober 1858 - 12 juli 1901), was een Vlaams schrijfster en dichteres.

## Levensloop
Hilda Ram studeerde aan de normaalschool in Onze-Lieve-Vrouw-Waver en aan het Ursulineninstituut in Upton, bij Londen. 
Ze werkte als privélerares, maar door haar zwakke gezondheid kon ze zich niet lang met onderwijs bezighouden.
Hilda Ram was tot aan haar vroegtijdige dood redactielid van de tijdschriften Dietsche Warande en Het Belfort. Ze was een toonbeeld van de vrome, deugdzame Vlaamse vrouw en haar werken waren dan ook doordrongen van een katholieke levensbeschouwing. 
Ze zette zich ook in voor de ontluikende sociale vrouwenbeweging en voor de Vlaamse zaak.

## Publicaties
Ze schreef gedichten, toneelstukken, een oratorium en verhalend proza. Ze begon als dichteres met bundels zoals
- Een Klaverken uit ’s Levens Akker (1884)
- Bloemen en Bladeren (1886)
- Verhuizen (1888)
- Gedichten (1889), in 1890 vijfjaarlijkse Staatsprijs voor Poëzie.
- Nog een Klaverken (1894)
- Wat zei wat zong "dat kwezeltje" (1898)
- Heidekoniginnetje (1902)
- Gedichten (1906)

Met Maria E. Belpaire bundelde zij oorspronkelijke en vertaalde sprookjes en vertellingen in Wonderland (1894-9). 
Ook als prozaïste liet ze zich niet onbetuigd: 
- De Familie Schrikkel, roman (1899)
- Slachtoffers voor Transvaal (1901)
- Schetsen, novellen, vertellingen (1903)

Ze schreef het libretto voor Edgar Tinels opera Godelieve (1892).
Het Letterenhuis bewaart een uitgebreid archief Hilda Ram.